# Madog ap Maredudd
Madog ap Maredudd va ser un príncep de Powys que visqué al segle xii.